# 小行星247
小行星247（247 Eukrate）是一颗围绕太阳公转的小行星。1885年3月14日，卡爾·特奧多爾·羅伯特·路德在杜塞尔多夫描述了此天体。
該小行星以希腊神话的海之宁芙涅瑞伊得斯之一欧刻兰特命名。
这颗小行星的绝对星等为8.04等。

## 相关條目
- 小行星列表/10001-11000

## 外部連結
- Asteroid Lightcurve Database (LCDB) （页面存档备份，存于）, query form (info （页面存档备份，存于）)
- Schmadel, Lutz D. . Springer Science & Business Media. 2012-06-10  [2018-11-09]. ISBN 978-3-642-29718-2. （原始内容存档于2022-02-21） （英语）.
- Discovery Circumstances: Numbered Minor Planets (10001)-(15000) （页面存档备份，存于）– Minor Planet Center
- 小行星247 at AstDyS-2, Asteroids—Dynamic Site
  - Ephemeris · Observation prediction · Orbital info · Proper elements · Observational info
- NASA JPL小天體瀏覽器上的小行星247

| 前一小行星： 小行星246 | 小行星列表 | 後一小行星： 小行星248 |